# 高滝 (市原市)
高滝（たかたき）は、千葉県市原市の加茂地区にある大字。郵便番号は290-0555。

## 地理
大字高滝の領域は、もともとの飛び地を多く抱えていたことに加え、養老川を堰き止めて高滝湖（高滝ダム）が造成されたことによって複雑な形状になっている。
高滝公民館や高瀧神社のある中心集落は、高滝湖に突き出た半島状の地形（西側は養老地区）の上にある。大字高滝は、高滝湖の東側にも広がっており、加茂橋で結ばれている。大字高滝の「本体」は、北は大和田、東は山小川、南は不入、西は養老と接している。なお、大和田の小規模な飛び地を内包する。

### 飛び地
大字高滝には複数の飛び地が存在する。
「本体」の北側には、養老・不入・大和田と入り混じる形でいくつかの飛地が存在している。高滝ダム堤体の一部（右岸側）や、首都圏中央連絡自動車道高滝湖パーキングエリア西北側の一部も飛び地である。
また「本体」の西南に離れた飛び地があり、北から時計回りに山口・本郷・平野・万田野・木更津市真里谷に接している。

## 地名

### 広域地名としての「高滝」
江戸時代、「高滝」は養老川上流域を指す広域地名として用いられた。このほか「高滝谷」「高滝領」や「高滝荘」といった地域名称も用いられている。江戸時代前期の短期間、大名の板倉重宣が「高滝」を居所と定め、その藩は「高滝藩」と呼ばれているが、陣屋は大和田村に置かれたと伝えられる（高滝藩参照）。

### 古代・中世の用例
『日本三代実録』によれば、貞観10年（869年）に上総国の「高滝神」に従五位下の神階が与えられたという。平安時代末期の承安年間（1171年 - 1175年）に加茂社を勧請し、これにより当時の下地村は「加茂村」と名を改めたとされる。加茂社が現在の高瀧神社のもととなる。
「高滝郷」という郷名は鎌倉時代に登場する。仏教説話集『沙石集』に見られるのが地名としての「高滝」の初見であるという。『沙石集』の「和光ノ方便ニヨリテ妄年ヲ止事」の条に、「上総国高滝トイフ所ノ地頭」が一人娘とともに熊野詣に赴く説話である。中世には上総国佐是郡の一部とされていた。室町時代には仏像の銘として「上総国加茂高滝郷」「佐是郡高滝社下村」といった地名を記したものがある。

### 広域地名「高滝」の範囲
大正期編纂の『千葉県市原郡誌』によれば、市原郡飯給・大戸・万田野・平野・本郷・不入・高滝・大和田・養老9か村の総称が「高滝郷」であり、「高滝谷」よりは広い範囲を指す地域名称として「養老谷」が用いられるという。

## 歴史
現在の大字「高滝」のもととなった「高滝村」は、1874年（明治7年）に宮原村と加茂村が合併して成立した。

### 前近代

#### 加茂村

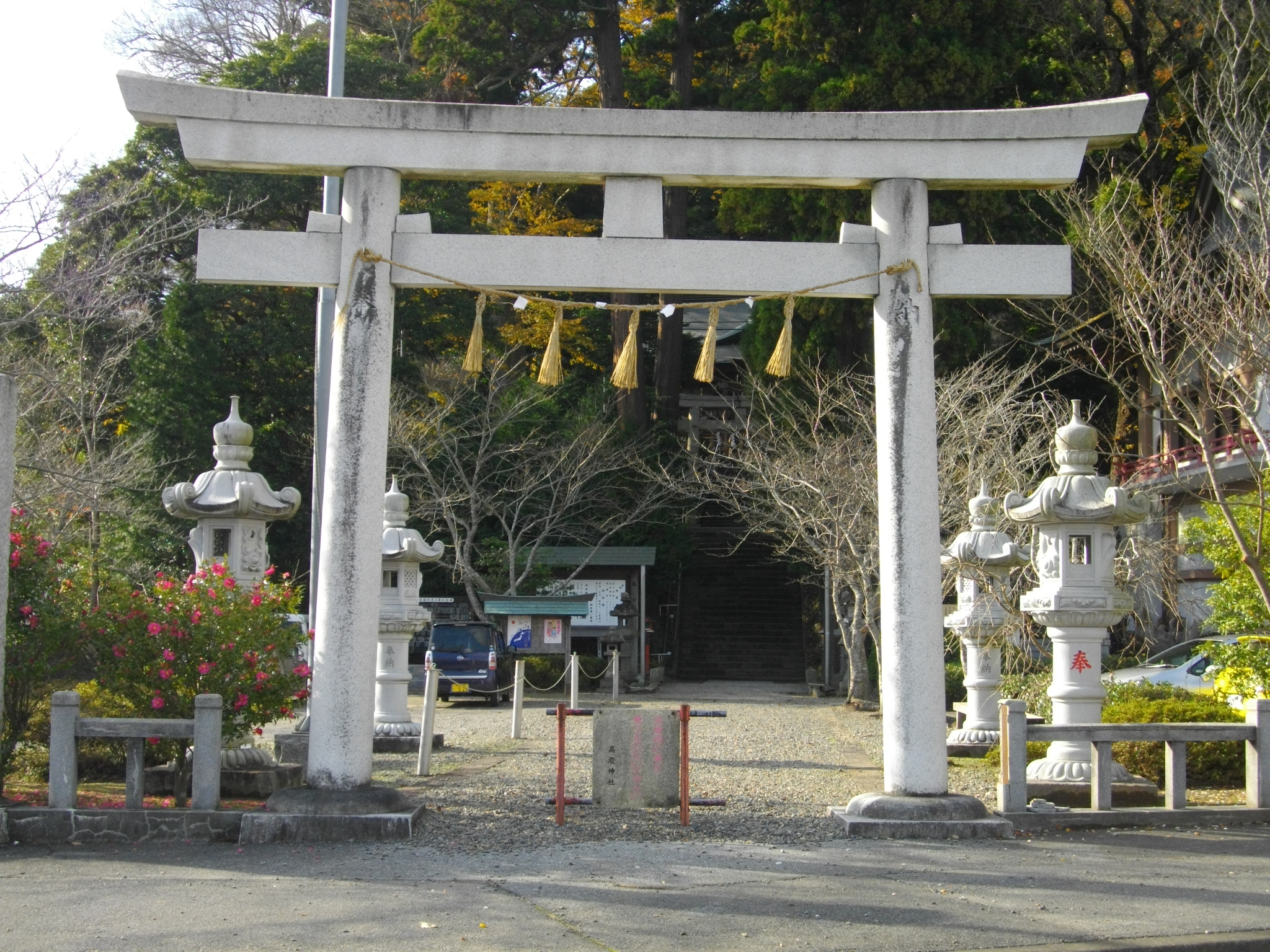
高瀧神社。江戸時代には「賀茂大神宮」と呼ばれ、周辺地域の信仰を集めた。

加茂村という地名は、上述の通り加茂社を勧請したことにちなむ。江戸時代にこの神社は「賀茂（加茂）大神宮」を称し、その周辺が「加茂村」と呼ばれていた。この神社は徳川幕府から10石の社領を安堵され、近隣53か村を氏子とする大きな神社で、春と秋と2度ある祭礼のうち、秋の祭礼では御輿が養老川岸まで渡御し、興行も行われて市原郡内外から参詣客を集める賑わいを見せたという。現在の社殿は享保12年（1727年）造営である。
加茂村は正徳年間以後旗本水野家の知行地で、先述の加茂社領もあった。江戸時代には領主水野家に年貢を納める「村百姓」、社領（除地）に住み神社に年貢を納める「宮百姓」があり、このほか隣村本郷村の住民であるが加茂村内に居住する「本郷百姓」もいた。
元文年間（1736年 - 1741年）には加茂・不入・大和田村の入会地（秣場）であった柏野原の開発が江戸町人の発起・代官の支援のもと進められようとしたが、3か村が反対して頓挫した。江戸時代後期には藍の栽培が始まり、明治中期まで盛んであった。

#### 宮原村
宮原という地名は、加茂社に近接する原野という意という推測がある。『千葉県市原郡誌』によれば承安元年（1171年）に宮原村を称したという。根本・奈良輪・宮原の三家が草分けとされて江戸時代には交替で名主を務めた。宮原五郎左衛門家は天正年間に里見義頼から開発地の諸役を免除され、江戸時代を通じてその権利が認められていた。元禄期以降、旗本近藤家と大岡越前守家（のち西大平藩）の相給となった。

### 近代
明治元年（1868年）7月には宮谷県管轄となったのち、11月には鶴舞藩領となる。廃藩置県後、鶴舞県から木更津県を経て、1873年（明治6年）に千葉県所属となった。
1874年（明治7年）、宮原村・加茂村が合併して高滝村が発足した
。
加茂村・大和田村・本郷村・小谷田村にまたがる土地は土質が「砂灰」のようであり、降雨不足の際にはたちまち植物が枯死していたため、長年住民が悩んでいたところであった。1876年（明治9年）、宮原庄治ら11名が発起し、高滝溝渠と呼ばれる水路が起工した。高滝溝渠は徳氏村字腰越で取水する全長4166間（約7.5km）の水路で、12か所の暗渠を通し、3か所で養老川に樋を架けるという難工事であった。宮原村の旧領主大岡家（当主は大岡忠敬）も資金援助を行った。高滝溝渠は1882年（明治15年）に完成し、22町歩余の灌漑が可能になった。
1879年（明治12年）、高滝・養老連合戸長役場が高滝に設置される（翌年養老に移転）。1880年（明治13年）、賀茂大神宮は県社「高瀧神社」と改称した。1884年（明治17年）、戸長役場の再編が行われ、高滝村・養老村・本郷村・大和田村・久保村の連合戸長役場が高滝に置かれた。
1889年（明治22年）の町村制施行に際し、高滝村・養老村・本郷村・大和田村・久保村・外部田村・駒込村・山口村・不入村が合併し、行政村として高滝村が編成された。かつての高滝村は、新たな高滝村の大字「高滝」となった。大字高滝には高滝村の村役場が置かれた。
1925年（大正14年）、小湊鉄道小湊鉄道線が開通し、高滝駅が開業した。

### 現代

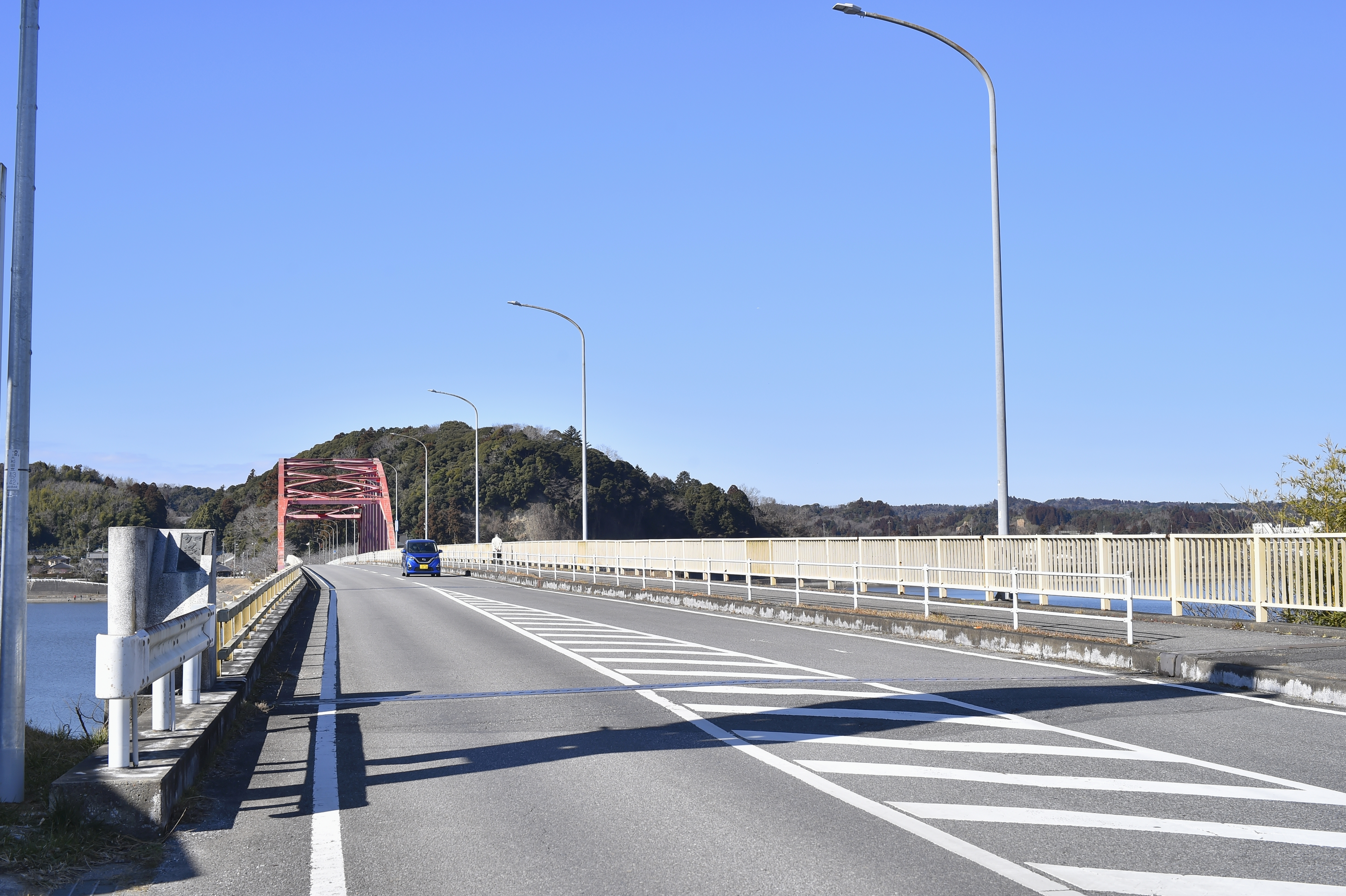
県道168号。高滝湖に架かる加茂橋

第二次世界大戦後の1954年（昭和29年）、 高滝村・富山村・里見村・白鳥村が合併し、加茂村が編成される。1967年（昭和42年）、加茂村が併合されたことにより、市原市の一部となる。
高滝ダムは養老川の治水と上水道・農業用水取水のために設けられた千葉県営の多目的ダムで、1958年にダム候補地の選定が行われ、1990年に完成した。

### 年表
- 1889年（明治22年） - 町村制実施により高滝村・養老村などが合併、高滝は高滝村の大字となる。
- 1954年（昭和29年） - 高滝村・富山村・里見村・白鳥村が合併し、加茂村の一部となる。
- 1967年（昭和42年） - 加茂村が併合されたことにより、市原市の一部となる。

## 世帯数と人口
2022年（令和4年）4月1日現在の世帯数と人口は以下の通りである。
| 町丁字 | 世帯数  | 人口  |
| ------ | ------- | ----- |
| 高滝   | 125世帯 | 290人 |

## 通学区域
全域が市原市立加茂小学校および市原市立加茂中学校の通学区域になっている。

## 施設
- 高瀧神社 (市原市)

## 交通

### 鉄道

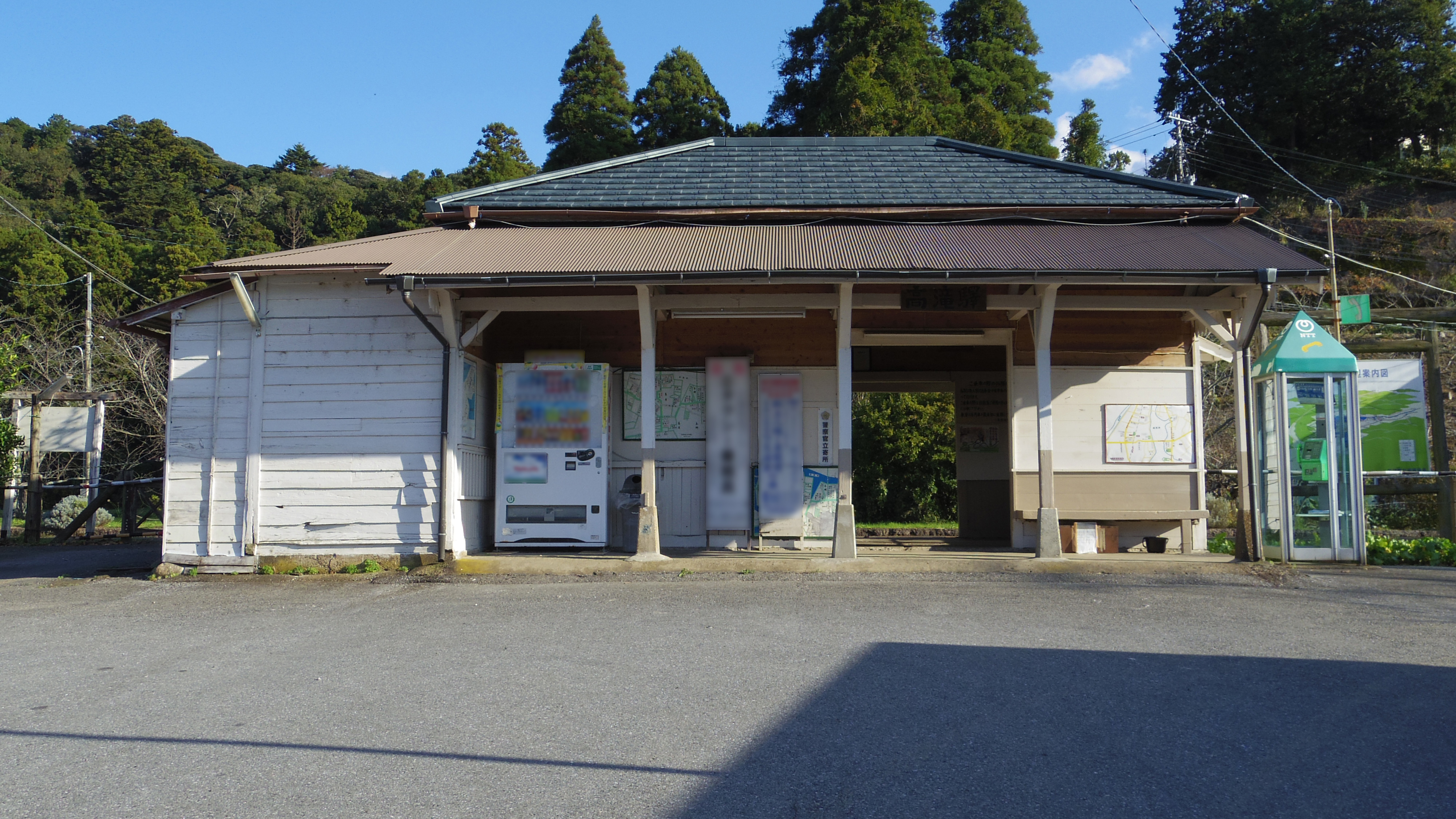
高滝駅

小湊鉄道小湊鉄道線が通過し、高滝の地内には高滝駅が所在する。ただし駅出口は西側（養老地区側）にのみ開かれている。

### 道路
- 千葉県道168号鶴舞馬来田停車場線
- 千葉県道173号南総月出線
- レイクライン（市原市道）[28]

以下は高滝湖北側の飛地部分を通過する道路
- 国道468号（首都圏中央連絡自動車道）
- 千葉県道81号市原天津小湊線